# Rhizorhagium
Rhizorhagium is een geslacht van neteldieren uit de  familie van de Bougainvilliidae.

## Soorten
- Rhizorhagium antarcticum (Hickson & Gravely, 1907)
- Rhizorhagium arenosum (Alder, 1862)
- Rhizorhagium formosum (Fewkes, 1889)
- Rhizorhagium palori Mammen, 1963
- Rhizorhagium roseum Sars, 1874
- Rhizorhagium sagamiense Hirohito, 1988